# Охотничьи собаки

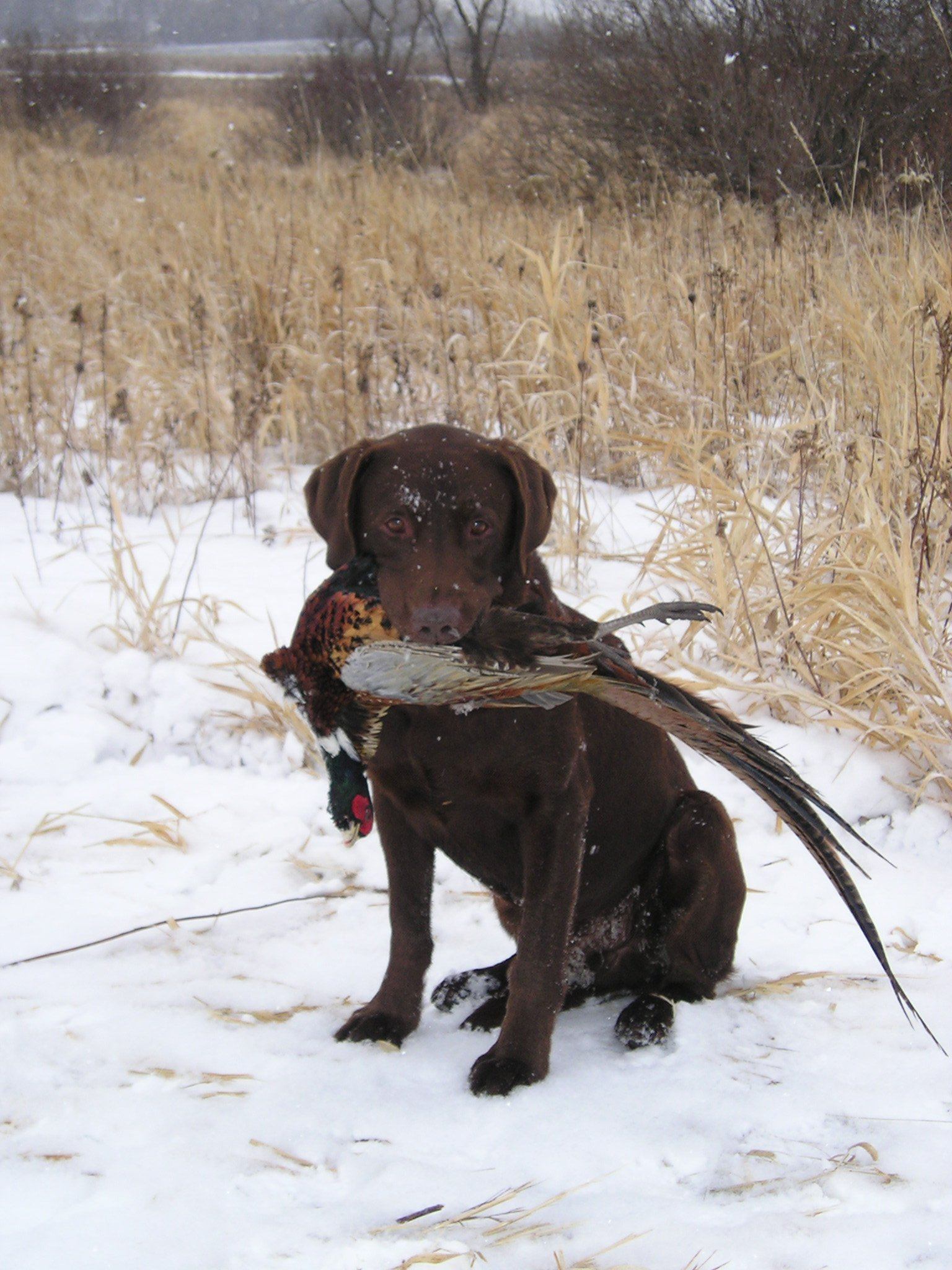
Лабрадор-ретривер с фазаном

Охотничьи собаки — собаки разных пород, выведенные и используемые для помощи человеку на охоте на дичь. Имеется несколько групп пород охотничьих собак, предназначенные для разных видов охоты. Основные категории охотничьих собак включают гончих, терьеров, такс, подружейных собак. Среди этих категорий дальнейшие разделения могут быть сделаны на основе более специализированных навыков собак. В настоящий момент многие охотничьи породы переходят в разряд собак-компаньонов, так как существенно снизилась потребность в охоте для добычи пищи. А во многих странах охота полностью запрещена или ограничена, что приводит к сокращению поголовья и частичной утере рабочих качеств охотничьих пород собак.

## Гончие собаки

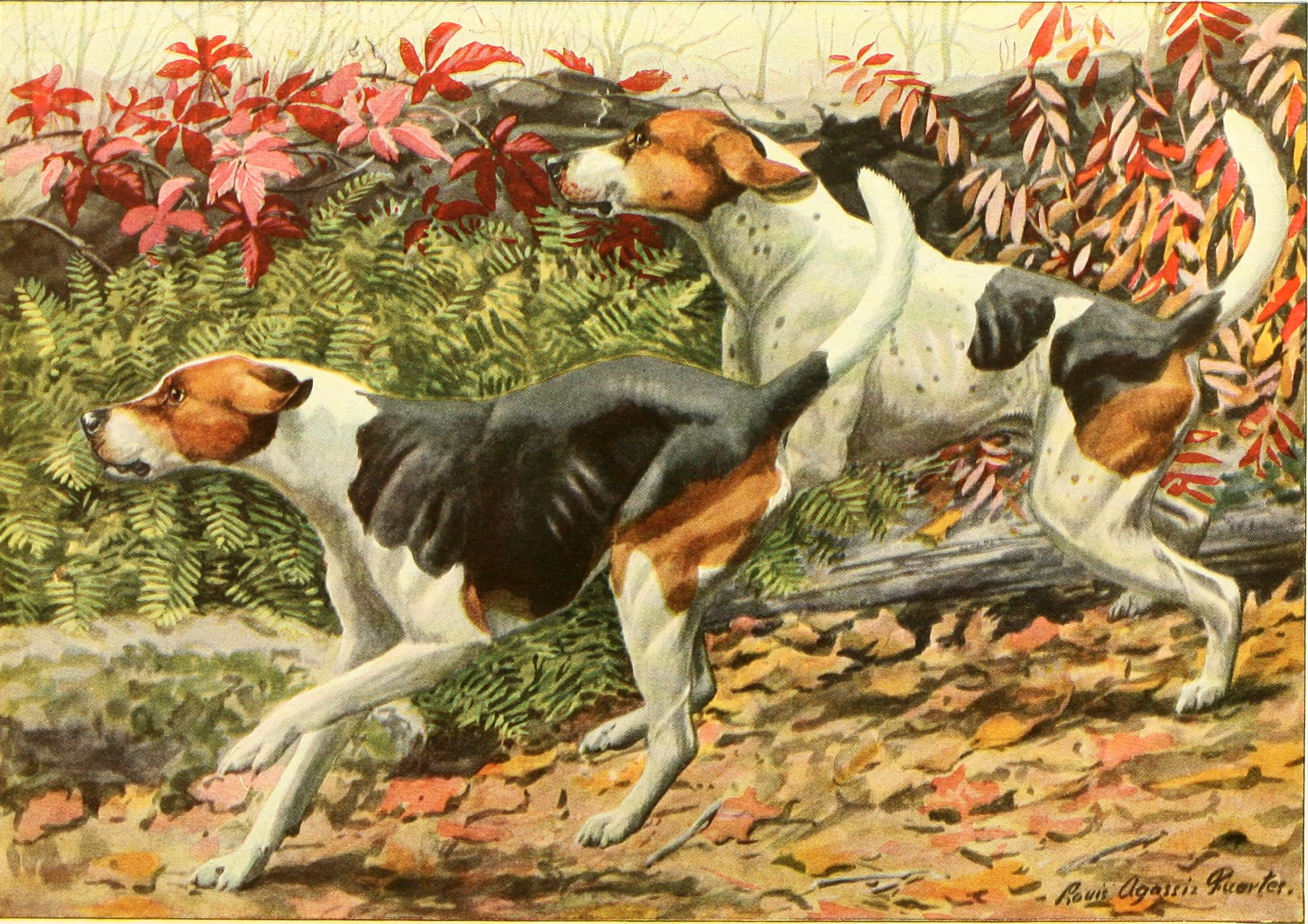

Гончие предназначены для охоты гоном, работают в стае, в смычке (своре) или в одиночку. Найдя след зверя, собака должна преследовать его с лаем до его изнеможения или выхода на охотника. Отдельную подгруппу составляют гончие по кровяному следу (бладхаунд, баварская гончая). Свойства хороших гончих собак заключаются в вязкости (настойчивости в преследовании), точности (лае только на преследуемую дичь), полазистости (умении разыскать дичь), паратости (быстроте гона), нестомчивости (неутомимости во время продолжительного преследования), хороших голосах (сильном, чистом, музыкальном и звонком лае), мастерстве (навыках в работе), хорошем чутье, стайности (способности гнать зверя стаей или смычком, не отделяясь друг от друга), свальчивости (быстром сборе смычка или стаи), ровности ног (дружности стайного гона), позывистости (послушности при подвызове) и вежливости (повиновении охотнику, а также равнодушии к домашнему скоту и умении мирно жить в стае с другими собаками).

## Борзые собаки
Борзые применяются для безружейной охоты (травли) на зайцев и лисиц, волков, которых собака хватает на бегу. Важнейшие свойства борзых — способность зрительно находить зверя и не терять его во время преследования (зоркость), возбуждение при виде зверя и ярость в преследовании (жадность к зверю), быстрота собаки и сила финального броска (резвость и бросок), умение не отставать от зверя на крутых поворотах и бросках его в сторону (ловкость на угонках), упорство в преследовании, выносливость (настойчивость и сила), верность при броске; точность броска (участие в ловле и поимистость), слаженность собак во время преследования в стае; послушание охотнику, хороший подзыв.

## Норные собаки
Мелкие и средние терьеры и таксы используются для охоты на барсука и лисицу в норе. Рабочими качествами являются быстрота поиска и преследования дичи, злобность к зверю; настойчивость в борьбе (вязкость); голос; физическая выносливость; низкая восприимчивость к боли и умение продолжать борьбу со зверем даже при получении травм в драке и послушание охотнику.

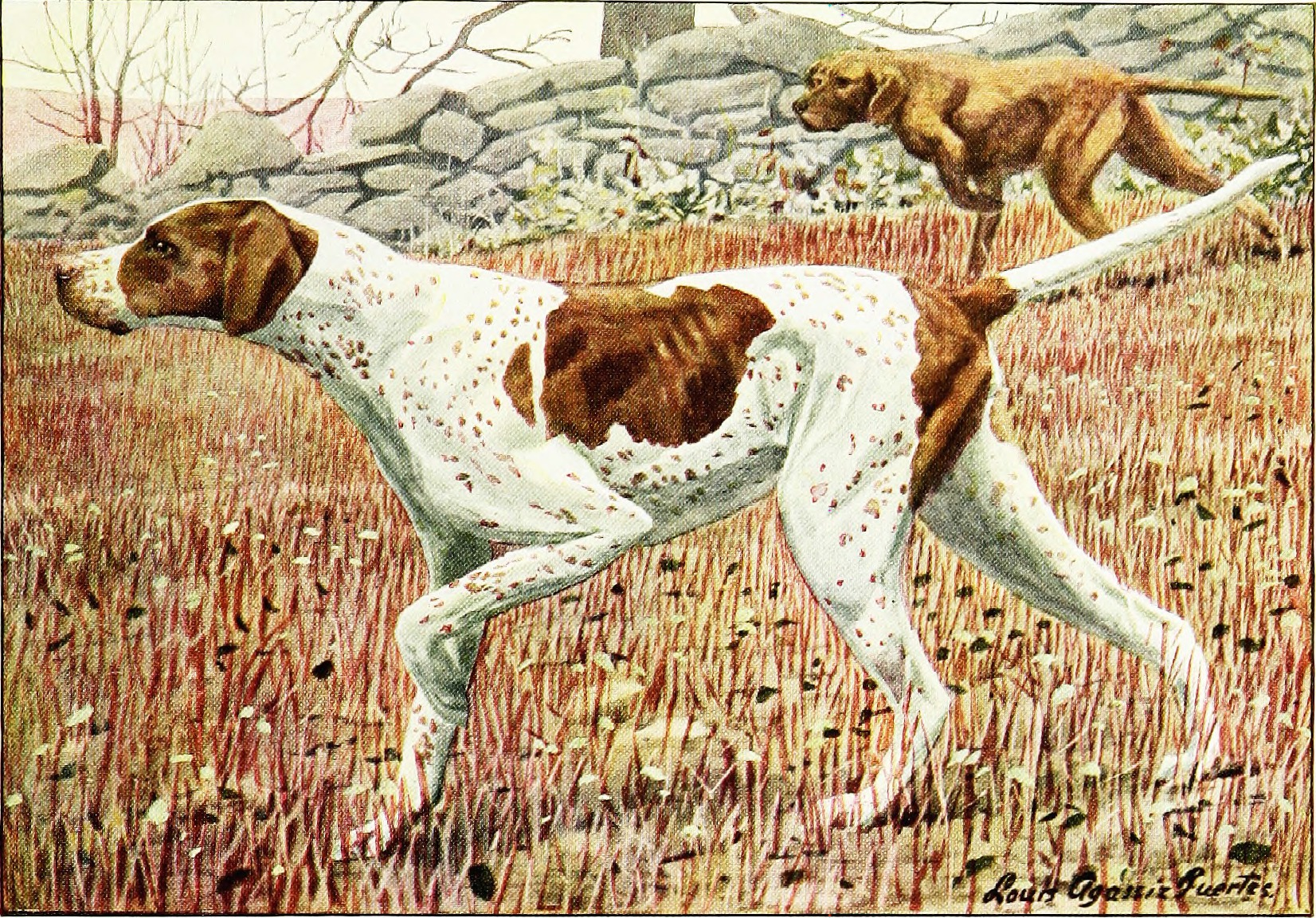

## Легавые собаки
Легавые используются для охоты на боровую, полевую и болотную пернатую дичь. Пользуясь верхним чутьём, собака разыскивает птицу, останавливается перед ней в характерной напряжённой позе — «стойке» и «секундировании», затем по команде охотника бросается вперёд и вспугивает её под выстрел, после этого находит и приносит охотнику подстреленную дичь. При отборе рабочих собак проверяются дальность и верность чутья, манера причуивания, быстрота и манера поиска, потяжка и стойка, четкость секундирования, подводка, свойственный породе стиль работы, послушание охотнику.

### Универсальные легавые
Отлично обучаемые и обладающие стойкой по птице легавые собаки стали основой для универсальной охотничьей собаки, способной охотиться как на птицу, так и на зверя (англ. HPR). Прилитием крови соответствующих специализированных пород удалось наделить легавых изначально не свойственными им наследуемыми охотничьими способностями. Универсальные легавые могут выслеживать и удерживать зверя, подобно гончим и лайкам; разыскивать по кровяному следу подранков; приносить подбитых мелких зверей и птиц, в том числе с воды, как ретриверы. При этом способность делать стойку по птице у универсальных легавых сохранилась. В целом каждая из охотничьих способностей у универсальных собак выражена хуже, чем у специализированных пород, но в современных условиях такая собака невероятно эффективна, ведь она одна заменяет до десятка охотничьих собак разного профиля.

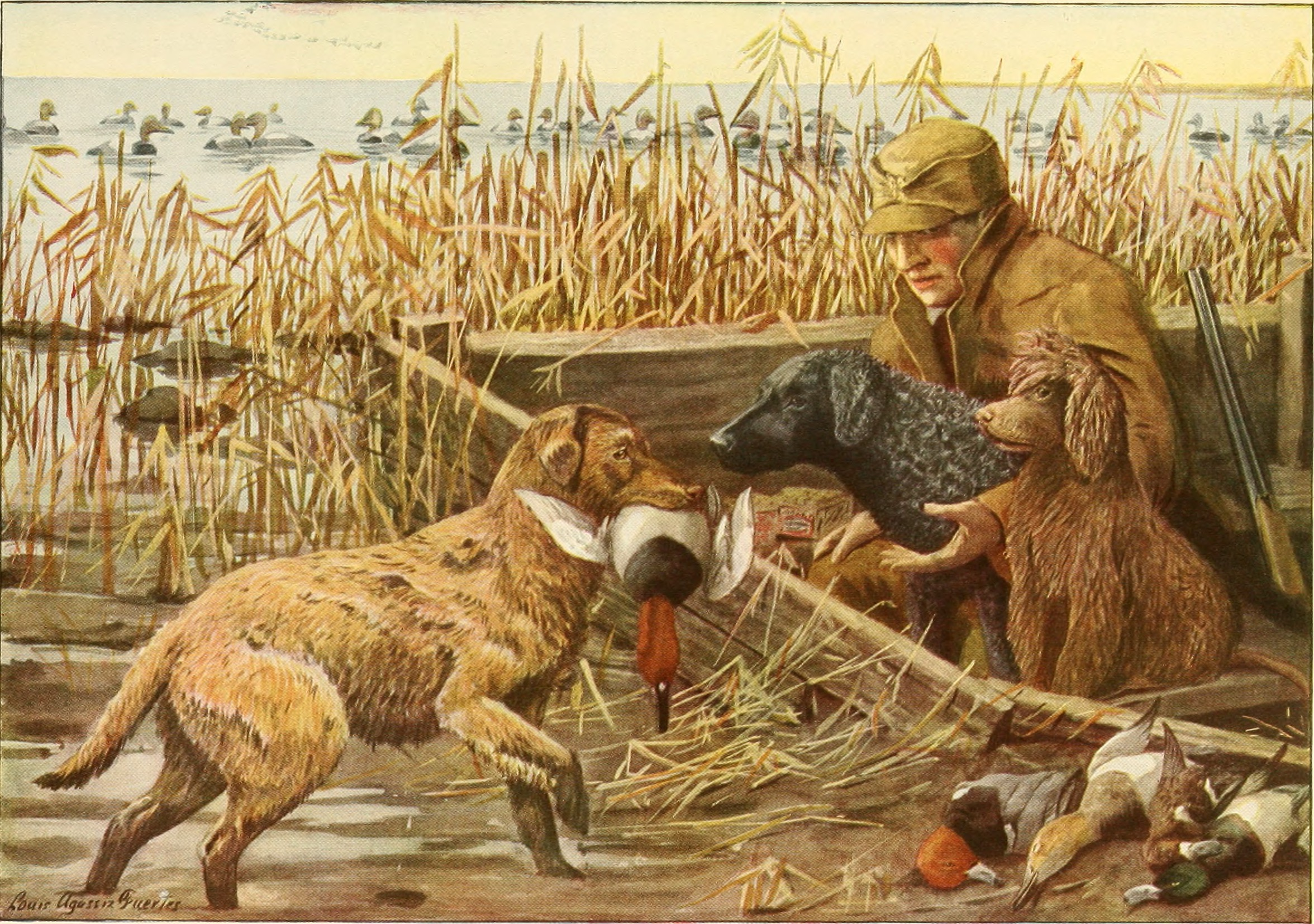

## Ретриверы
Ретриверы используются как вспомогательная охотничья порода при охоте с легавой, преимущественно на водоплавающую пернатую дичь. После того, как легавая поднимет птицу и охотник выстрелит, ретривер находит убитую птицу или подранка в воде или высокой траве и приносит охотнику. Для ретриверов необходимы готовность хорошо плавать и нырять даже в очень холодной воде, а также способность приносить дичь, не повредив её (так называемая «мягкая пасть»).

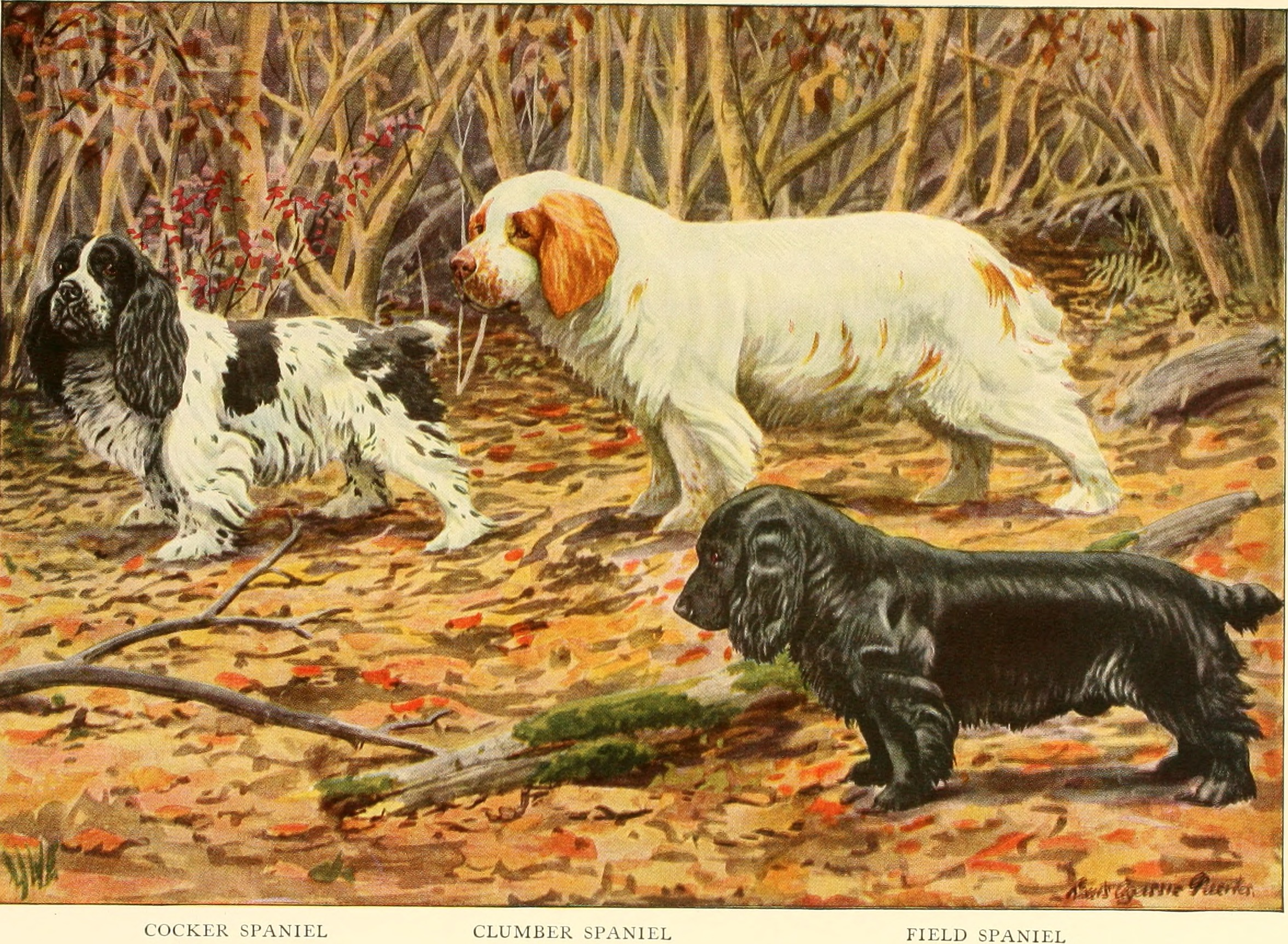

## Спаниели
Спаниели предназначены для ружейной охоты на боровую, полевую, болотную и водоплавающую дичь. В отличие от легавых, спаниели не делают стойку на птицу и могут работать в густых зарослях. Наряду с верхним чутьем, спаниели работают по запаховому следу и вспугивают под ружье не только затаившуюся, но и бегущую птицу.

## Лайки
Самая универсальная группа пород охотничьих собак — лайки. Они используются в охоте на пушную дичь, лося, оленя, кабана, медведя, бобра, боровую птицу и утку. Разыскав зверя или птицу, лайка привлекает их внимание лаем и задерживает до подхода охотника. Уходящего зверя, птицу преследует молча. В собаках ценятся чутьё, быстрота и правильность поиска, голос и характер облаивания, слежка зверя, вязкость (настойчивость в преследовании дичи), отношение к зверю или птице. При охоте на лося и оленя важно мастерство постановки зверя. В работе с медведем оценивается отношение к следу, смелость, злобность, приёмистость хваток и ловкость. При охоте на уток собака должна уметь находить и подавать охотнику убитую птицу.